# ジュリアス・ストーン
ジュリアス・ストーン（Julius Stone、1907年7月7日 - 1985年）は、オーストラリアの法哲学者・国際法学者である。

## 略歴
イギリス（リーズ）出身、ハーバード・ロー・スクール(HLS)でロスコー・パウンド(Roscoe Pound)に師事。Harvard Law SchoolでAssistant Professorを務めた後、リーズ大学、Auckland Collegeを経て、シドニー大学教授（Challis Professor of Jurisprudence and International Law。このChairは一つのDepartmentを組織する強大なChairであったが、ストーンの死後、JurisprudenceとInternational Lawに分割された）に就任。退官後はニューサウスウェールズ大学教授。
なお、シドニー大学とは、退官後疎遠であったが、死後、シドニー大学内に、Julius Stone Institute of Jurisprudence（外部リンクに、ＨＰアドレスを記載）が設置された。

## 業績
法哲学・国際法学の両分野にまたがり、数多くの業績を残した（詳細は、参考文献に掲げた文献目録を参照）。
- 法哲学

The Province and Function of Law（1947年）は、標準的テキストブックとして広く流布した（後に改訂増補され、Legal System and Lawyers' Reasonings（1964年）、Human Law and Human Justice（1965年）、Social Dimentions of Law and Justice（1966年）の三部作として出版された）。
また、研究初期から一貫して検討してきたCategory of illusiony referenceは、Pecedent and Law:The Dynamics of Common Law Growth（1985年）にまとめられている。
- 国際法学

Legal Controls of Ineternational Conflicts(1954),Visions of World Order（1984年）が主著であるが、Hot Lineを提唱したQuest for Survivalもまた重要である。
- 他の学者との関係では、Legal System and Lawyers' Reasoningsに対するケルゼン（Hans Kelsen）の反論(Professor Stone and Pure Theory of Law（1965）17 Stanford Law Review）は、ケルゼン自身の考えを知る上でも重要である。

## 翻訳
- 平野敏彦訳「正義は平等に非ず」（カメンカ/イア-スーン・テイ編『正義論』所収）

### 記念論文集
- Blackshield(ed),Legal Change（Butterworth,1983)(著作目録を含む）
- a Julius Stone Memorial Issue,(1986)University of New South Wales Law Journal

### 伝記
- Barbara Drexler Hathaway,Julius Stone:a Bio-Bibliography（Tarlton Law Library、1980）（著作目録を含む）
- Leonie Star、Julius Stone:An Intellectual Life（Oxford UP）1992）（伝記）
- Ilmar Tammelo、法論理学の原理と方法（慶應通信）（TammeloはStoneの同僚。巻末に、Stoneの仕事ぶりが記載されている）

### 個別研究
- Helen Irving, Jacqueline Mowbray and Kevin Walton(ed),Julius Stone: A Study in Influence（Federation Press,2010)

### 文献紹介等
- 碧海純一、Julius Stone（伊藤正己編『法学者 人と作品』所収）
- 碧海純一、法哲学論集
- 碧海純一、法哲学概論（巻末文献解題）
- 早川武夫、著書紹介　Legal System and Lawyers' Reasonings（1966-1）アメリカ法
- 稲垣良典、著書紹介　Human Law and Human Justice（1966-1）アメリカ法
- 松平光央、著書紹介　Social Dimentions of Law and Justice（1967-2）アメリカ法
- 松平光央、ストーン著「20世紀後半における方と社会科学」（1966）40法律論叢（明治大学)
- 川口実、ジュリアス・ストーン著「法と社会科学」（1967）40法学研究（慶応義塾大学)
- 土屋茂樹、ストーン「侵略と世界秩序」（1959）65法学論叢（京都大学)
- 高橋通敏、Julius Stone;Conflict through Consensus,1977 (1979）77国際法外交雑誌